# Skrivkramp
Skrivkramp eller mogigrafi, förr även ofta kallat skrivarsjuka, är en typ av arbetsskada som yttrar sig som muskelkramp eller spasmer i hand och fingrar efter långvarigt skrivande med penna eller till exempel pianospel. Fenomenet, som är besläktat med musarm och tennisarmbåge, kan även åtföljas av smärta. Typiskt för de drabbade är att de oftast kan utföra andra saker med händerna, där rörelserna inte är desamma som den aktivitet som utlöst problemet.
I de flesta fall är skrivkramp av ganska snabbt övergående natur, men problemet kan ibland vara mer långvarigt. Hos vissa kan skrivkrampen vara en del i en mer utbredd dystoni.
Uttrycket används ofta i överförd betydelse om den mentala blockering skribenter kan drabbas av, kallad skrivblockering.
I en studie studerades 65 patienter med skrivkramp i syfte att utvärdera bland annat hur många timmars skrivande per dag som ger upphov till tillståndet samt vad som utlöser det. 32 av patienterna hade enklare skrivkramp, medan övriga 33 hade mer komplex skrivkramp där andra aktiviteter än skrivandet var inblandade. Forskarna kunde inte se någon större skillnad mellan de bägge grupperna vad gäller den ålder som skrivkrampen uppkommit, texternas läsbarhet, den smärta som individerna upplevde eller förekomsten av handikapp. Sju patienter hade dystoni i släkten och sex av dessa hade komplex skrivkramp.